# Justine Frischmann
Justine Elinor Frischmann (Twickenham, Inglaterra, Reino Unido, 16 de septiembre de 1969) es la cantante y guitarrista de la banda de britpop inglés de los años 1990 llamada Elastica, así como también haber sido miembro fundador de la banda Suede. En los últimos años ha seguido su carrera como pintora de arte abstracto.

## Inicios
Hija de Wilem Frischmann, un anglo-húngaro, quien es un reconocido ingeniero y presidente de la firma Frischmann Pell, y su madre provenía de raíces ruso-judía.
Asistió a la Escuela de San Pablo, antes de estudiar arquitectura en la University College London. Inicialmente, había querido dedicarse al arte, pero después de que su padre expresó sus dudas, ella asistió a Bartlett School of Architecture del University College de Londres, donde pasó seis años estudiando arquitectura.

## Carrera
Ya en 1985 tuvo una participación junto a la hija de Pete Townshend en los coros de la canción Night School.

### Suede
Frischmann comenzó a salir con Brett Anderson en 1989, y juntos fundaron la banda Suede. Ella dejó la banda en 1991, después de dejar a Brett e irse con Damon Albarn de la banda Blur.

### Elastica
Frischmann más tarde fundó su propia banda, Elastica, que se formó en 1992 y surgió en 1993 con el sencillo "Stutter" con la ayuda del DJ de la BBC Radio 1 Steve Lamacq. Firmaron su primer contrato discográfico con Deceptive Records y más tarde firmaría con Geffen Records.
Los miembros del grupo fueron: Frischmann en voz / guitarra, Donna Matthews en la guitarra, Annie Holland en el bajo y Justin Welch en la batería. En 1995, Elastica fue nominado para el Mercury Music Prize por su álbum Elastica. El álbum se convirtió en el debut más rápidamente vendido en la historia británica, y llegó a vender más de un millón de copias en todo el mundo. Elastica lanzó un segundo álbum en 2000, que no se vendió tan bien. En 2001 la banda anunció una "ruptura amistosa".
Desde 2002-2003, Frischmann colaboró con su amiga y compañera de piso M.I.A. coescribiendo canciones de su primer álbum Arular, su sencillo más notable es "Galang" del 2003.

### Televisión
En 2003, Frischmann copresentó una serie llamada Dreamspaces para la BBC sobre arquitectura moderna. Relacionado con la arquitectura, en 2003, fue seleccionada como juez en los Royal Institute of British Architects.
Además narró la serie The Madness Of Prince Charming (La locura del Príncipe Encantador), un documental biográfico de Adam Ant para Channel 4 donde se detalla su vida con el trastorno bipolar. Ella también escribió el tema musical de fondo de este documental. 
En el 2004 ella presentó y fue juez del programa The South Bank Show

## Vida personal y actualidad
Frischmann conoció a Brett Anderson, mientras ella estudiaba en la Universidad de Londres, donde estudió arquitectura. Aunque todavía vivía con Anderson, se enamoró de Damon Albarn (de Blur), quien fue su novio durante un largo periodo hasta que se separaron en agosto de 1998. Su separación inspiró posteriormente los temas del álbum 13, sobre todo "Tender" y "No Distance Left to Run".
En 2005, se trasladó a Boulder, Colorado, donde estudió artes visuales en la Universidad de Naropa. En julio de 2008 se casó con un profesor de ciencias atmosféricas en la Universidad de California-Davis en EE. UU. 
Su primera exposición de arte en solitario fue en 2008, y desde entonces ha expuesto a nivel nacional, incluyendo el trabajo en la NY's Sloan Gallery. "Mother Tongue", que abrió sus puertas en San Francisco en junio de 2010.
En la actualidad vive y trabaja en San Rafael, California, con su esposo.

## Videos
Dreamspaces Brasilia ( Featuring Justine Frischmann ) en YouTube.
Dreamspaces Puerto Rico ( Featuring Justine Frischmann )  en YouTube.